# Xanthia korecosmia
Xanthia korecosmia là một loài bướm đêm trong họ Noctuidae.